# Eldorado (album)
Eldorado (podnaslov A Symphony by the Electric Light Orchestra) je četrti studijski in prvi konceptualni album skupine Electric Light Orchestra, ki je izšel leta 1974.
Album je bil remasteriziran in ponovno izdan 12. junija 2001, na njem pa sta izšli bonus skladbi »Eldorado Instrumental Medley« in »Dark City«.

## Koncept
Eldorado je prvi celotni konceptualni album; vodja skupine, Jeff Lynne, je pred pisanjem glasbe zasnoval zgodbo. Zgodba sledi osebi, ki preko sanj potuje v svet fantazij, da bi tako pobegnila razočaranju svoje preproste vsakdanjosti. Lynne je pričel album snovati kot odgovor na kritike njegovega očeta, ljubitelja klasične glasbe, ki je dejal, da repertorar ELO »nima melodije«. Slišimo lahko veliko vpliva Beatlesov, zlasti v melodiji verza pri skladbi »Mister Kingdom«, ki nekoliko spominja na skladbo »Across the Universe«.

## Snemanje
Eldorado je tudi prvi album ELO, kjer je Lynne najel orkester; na prejšnjih albumih, je Lynne godala nasnemaval. Louis Clark je skupaj z Lynnom in Richardom Tandyjem album aranžiral, sam pa je dirigiral godalom. Godalci skupine so prav tako sodelovali pri snemanju in lahko slišimo pri skladbah »Boy Blue« in »Laredo Tornado«. Mike de Albuquerque je skupino zapustil na začetku snemanja, ker so ga turneje oddaljevale od družine. Lynne je tako posnel večino basovskih linij in spremljevalnih vokalov, čeprav je kot basist in spremljevalni vokalist na albumu označen de Albuquerque. De Alburquerqua je na turneji zamenjal Kelly Groucutt, skupini pa se je takrat pridružil še čelist Melvyn Gale. Skladba »Eldorado Finale« je orkestrirana podobno kot »Eldorado Overture«. Lynne je o skladbi dejal: »Všeč so mi močni akordi in rahlo neumen konec, kjer lahko slišiš kako kontrabasisti pospravljajo svoje base, ker ne bi igrali še ene milisekunde več kot je bilo določeno.«

## Izdaja in sprejem
Skladba »Can't Get It Out of My Head« je izšla kot single (b-stran »Illusions in G Major«) in je postala uspešna v ZDA. Verzija skladbe »Boy Blue« je izšla na drugem singlu z albuma, a ni dosegla komercialnega uspeha. Album je kmalu po izdaji v ZDA prejel zlati certifikat in postal prvi album skupine z zlatim certifikatom. V Združenem kraljestvu pa tako album kot singli niso pritegnili širše javnosti.
Leta 1978 je Kenneth Anger ponovno izdal svoj film iz leta 1954, Inauguration of the Pleasure Dome, kot soundtrack pa je uporabil Eldorado. Julija 2010 je bil Eldorado s strani revije Classic Rock imenovan kot eden izmed »50 albumov, ki so zgradili progresivni rock«.

## Seznam skladb
Vse pesmi je napisal in uglasbil Jeff Lynne.
| Stran 1 | Stran 1                            | Stran 1 |
| Št.     | Naslov                             | Dolžina |
| ------- | ---------------------------------- | ------- |
| 1.      | „Eldorado Overture‟ (instrumental) | 2:12    |
| 2.      | „Can't Get It Out of My Head‟      | 4:21    |
| 3.      | „Boy Blue‟                         | 5:18    |
| 4.      | „Laredo Tornado‟                   | 5:29    |
| 5.      | „Poor Boy (The Greenwood)‟         | 2:57    |

| Stran 2 | Stran 2                | Stran 2 |
| Št.     | Naslov                 | Dolžina |
| ------- | ---------------------- | ------- |
| 6.      | „Mister Kingdom‟       | 5:50    |
| 7.      | „Nobody's Child‟       | 3:40    |
| 8.      | „Illusions in G Major‟ | 2:36    |
| 9.      | „Eldorado‟             | 5:20    |
| 10.     | „Eldorado Finale‟      | 1:20    |

| Bonus skladbi z reizdaje | Bonus skladbi z reizdaje       | Bonus skladbi z reizdaje |
| Št.                      | Naslov                         | Dolžina                  |
| ------------------------ | ------------------------------ | ------------------------ |
| 11.                      | „Eldorado Instrumental Medley‟ | 7:56                     |
| 12.                      | „Dark City‟                    | 0:46                     |

## Osebje

### ELO
- Jeff Lynne – vokali, električna kitara, akustična kitara, bas, Moog, produkcija, aranžmaji
- Bev Bevan – bobni, tolkala
- Richard Tandy – klavir, Moog, clavinet, Wurlitzer, kitara, spremljevalni vokali, aranžmaji
- Mike de Albuquerque – bas, spremljevalni vokali (zapustil skupino med snemanjem)
- Mike Edwards – čelo
- Mik Kaminski – violina
- Hugh McDowell – čelo

### Dodatno osebje
- Peter Forbes-Robertson – govorjena beseda
- Louis Clark – aranžmaji, dirigent
- Al Quaglieri – producent reizdaje (2001)

## Lestvice
- ZDA: 16. mesto lestvice CashBox; 16. mesto lestvice Billboard 200;[8] Billboard Year-End 31. mesto (1975)
- VB: ob prvem izdanju se ni uvrstil na britanske lestvice, leta 1978 kot del seta Three Light Years dosegel 38. mesto
- AVS: 40. mesto lestvice ARIA Albums Chart, 14 tednov
- KAN: 7. mesto lestvice RPM Albums Chart, 28 tednov